# スズキ・ヴェルデ
ヴェルデ（VERDE）とは、スズキがかつて生産していたスクータータイプの原動機付自転車（オートバイ）の名称である。
ヴェルデ (Verde)はイタリア語で緑の意味。発売当初のイメージカラーが緑であった事から命名された。ちなみに初代以外は緑系の色設定は無い。
Vで始まる5文字言葉でなければならなかったという見方も有る。初期のロゴマークを見ると、ピアジオの"Vespa"に酷似しているのである。このロゴは後にやや角ばったものにデザイン変更されたが、これはスズキがピアジオから書面で抗議を受けた為と言われている。

## 概要
ヴェルデ（VERDE）はスズキのレトロ系デザインの原付1種スクーターで、1998年3月に発売された。スズキは国産レトロ系デザインスクーターの元祖として1981年にジェンマを発売している。ジェンマは片持ちのボトムリンクサスを持ち、125や90とシリーズ化されるなど、それなりに売れたが絶版となった。その後、1990年代に入り、ホンダのジョルノ（1992年3月）が発売されてヒットし、レトロデザインのスクーターに対するニーズが有るのが明らかになった。ヤマハはビーノを1997年2月に発売し大ヒットした。スズキも再びこのレトロデザインのスクーター市場にヴェルデで参入した。
排ガス規制対応、メットインスペース拡大、集中キー装備やカラーリング追加、変更等でいくつかのバリエーションが存在する。2005年には生産中止、絶版となった。

## 車両解説
エンジンはレッツII(AZ50)をベースにした強制空冷2ストローククランクケースリードバルブ横型シリンダー単気筒である。
ウェイトローラーが3ヶといった外部から見えないコストダウンもレッツII同様である。
フロントサスペンションはボトムリンクでリヤは一般的なユニットスイング。ブレーキは前後共にドラムブレーキである。
車体デザインは別体フロントフェンダーでハンドルカバーに丸目ヘッドライトを装備し、ウインカーやテールランプも丸型とし、レッグシールドやサイドカバー等に鋼板プレス風のリブをあしらっている。
ボトムリンクカバー、ヘッドライトリム、ウインカーやテールライトのリム、ホーンカバー、ミラー、リヤキャリア、マフラーカバー等にメッキパーツを採用し、レッグシールドにメッキのモール、レッグシールドと両サイドカウルにVerdeの筆記体ロゴマークを装備する。プッシュキャンセルウィンカー、コンビニフック、燃料計等を装備する。

## モデル一覧

### UR50W(初代)
初代。型式はCA1MA。エンジン形式はA148で最大出力は6.3PS。2段階開閉シートを持つ。ガソリン給油口、オイル給油口はシート下に有り、その下のメットインにカバーの付いた二重蓋構造となっていた。なお、メットイン容積は狭く、フルフェイスヘルメットは収納できない。フロアステップも車体色と同色である。メインキーは盗難防止の為のシャッターキー付きである。ラテン系スクーターと銘打って宣伝された。シート高 705mm 乾燥重量 68kg \￥179,000
1998年3月発売開始時の車体色はグルーミーグリーン(1AT)、フラッシュシルバーメタリック(Y2D)の2色。フレームNoはCA1MA-100001～
1998年6月にソリッドブラック(019)追加。フレームNoはCA1MA-115119～
1998年12月にフラッシュシルバーメタリック/アーバングレーメタリック(N2P)、フラッシュシルバーメタリック/パールダークスペースブルー(N2R)の2トーンカラー2種を追加。フレームNoはCA1MA-117159～
1999年4月にパールスチルホワイト、キャンディアカデミーマルーン(BD8)追加。フレームNoはCA1MA-119889～

### UR50Y(2代目)
型式はCA1MA。排ガス規制に対応しエンジン形式A196になった。最大出力は6.1PSと0.2PS低下した。マフラーは触媒付きとなり、マフラーのカバーもメッキカバーから樹脂カバーへ変更された。シートは茶色に白のパイピング。乾燥重量は1kg増の69kg　車体色はソリッドクレイベージュ／ソリッドスーパーホワイト(DC9)、パールダークスペースブルー／ソニックシルバーメタリック(DD1)、ソニックシルバーメタリック(YD8)の3色。価格は1万円値上げして\￥189,000　フレームNoはCA1MA-124190～

### UR50K1(3代目)
型式はCA1MB。2段階開閉シートを廃し、メットイン容積を大幅に拡大(18.5L)しフルフェイスヘルメットを収納可能にする。ガソリン給油口及びオイル給油口をシート下からシート後方へ移した。シート形状も変更し、足付き性を向上させた。シート下カウルはリサイクルを考慮した設計となった。燃料タンク容量 5.0L 乾燥重量は1kg増の69kg シート高 700mm 車体色はマーブルアステカオレンジ×ソリッドスーパーホワイト、アビスブルーメタリック×ソリッドスーパーホワイト、ギャラクシーシルバーメタリック×ソリッドスーパーホワイトの3色 (2001/3)価格は据え置きの\￥189,000　フレームNoはCA1MB-100001～

### UR50K2(4代目)
型式はCA1MB。センタースタンドロックと集中ロックシステムを装備した。メットインもメインキーで開く様になった。モノトーン塗装は\￥10,000値下げ。フレームNoはCA1MB-104311～
車体色はギャラクシーシルバーメタリック×ソリッドスーパーホワイト、ライトベージュ、ソリッドブラックの3色 ツートーン￥189,000　モノトーン￥179,000
サマーバージョン
期間限定カラー追加。車体色はソリッドスペシャルホワイトNo.2(30H) 黒地にクロームの専用エンブレムを装備(2002/6)\￥179,000
車体色変更
ネーブルオレンジ(YDP)、トイブルー(YEP)、ブラック(3WX/継続)の3色。ツートーンカラーモデルは廃止　ハンドルグリップとシート表皮、フロアステップを黒に統一。シート後部の「SUZUKI」ロゴが明るいシルバーとなった。(2003/3)\￥179,000

### UR50K3(5代目)
型式はCA1MB。シート後部のスタンドグリップ形状が見直され、マフラーカバーを若干大型化。シャッターキーをボディ半埋め込み式とすることで盗難抑止性能をさらに高めた。カラーリングは先代モデルと変わらずネーブルオレンジ、トイブルー、ブラックの3タイプ。同時に価格も1万円引き下げられた。(2003/7)\￥169,000　フレームNoはCA1MB-107588～
車体色変更
オールディッシュベージュ/スーパーホワイト、ネーブルオレンジ/スーパーホワイト、ソリッドブラック(1TX/継続) シートの色を黒色からクラシックなイメージの茶色に変更(2004/3) \￥169,000